# Левицкий, Александр Андреевич
Алекса́ндр Андре́евич Леви́цкий (11 [23] ноября 1885 или 23 декабря 1885, Москва — 4 июля 1965, Москва, РСФСР, СССР) — художник-фотограф, кинооператор немого русского кино. Один из основоположников российской и советской школы операторского искусства. Оператор-постановщик одного из первых полнометражных документально-игровых фильмов. Заслуженный деятель искусств РСФСР (1946). Лауреат Сталинской премии первой степени (1949).

## Биография
Родился в Москве. До прихода в кино занимался художественной фотографией и репортажной фотосъёмкой. Кинематографическую работу начал в 1910 году в качестве помощника французского оператора Ж. Мейера. В дальнейшем стал ведущим мастером русской дореволюционной кинематографии. Работал в российском отделении фирмы «Братья Пате», затем в торговом доме П. Тиман и Ф. Рейнгардт, в 1915 году — в Скобелевском комитете. С 1917 года — во Всероссийском фотокиноотделе Наркомпроса РСФСР.
Кинодеятель Ю. Желябужский высоко оценивал работы А. Левицкого:

«В процессе съёмки фильма „Дворянское гнездо“ (1914, режиссёр В. Гардин) ему удалось добиться серьёзных достижений в развитии того характера киносъёмки, который он успешно начал в фильме „Война и мир“. <…> Удачная съёмка „Дворянского гнезда“ была не случайной удачей Левицкого, а закономерным путём развития русского операторского искусства. Через год, в 1915 году, Левицкий снимает другое глубоко русское, поэтичное произведение Тургенева „Первая любовь“… В изобразительном решении этого фильма видны те же характерные черты, благодаря которым Левицкий стал ведущим мастером русской дореволюционной кинематографии, — общность стилевого решения съёмки всего фильма, блестящая, ясная и гармоничная композиция».

Историк кинематографа C. Гинзбург называл Левицкого «одним из зачинателей русской школы операторского искусства», «самым передовым русским оператором» и писал, что он «показал себя как талантливый продолжатель традиций русского изобразительного искусства в молодом искусстве светописи».
В сборнике статей о ведущих советских кинооператорах «Десять операторских биографий» (1978) отмечалось:

Левицкий первый в русском кино опробовал ряд классических визуальных эффектов в «Дворянском гнезде», в «Портрете Дориана Грея». В фильме «Уход великого старца» (1912) впервые у нас применил двойную экспозицию для создания иллюзии призрака. В фильме «Драма у телефона» (1914) он с Протазановым осуществил принцип полиэкрана (опыт, несколько опередивший время).

Осуществлял документальные съёмки В. И. Ленина; кадры использованы в различных фильмах, в том числе в фильме «Владимир Ильич Ленин».
С 1924 года — педагог Государственного техникума кинематографии, с 1939 года профессор.
Среди учеников А. А. Левицкого — операторы: Е. Н. Андриканис, А. Д. Головня, Б. И. Волчек, Л. В. Косматов, В. В. Монахов.
В 1964 году в издательстве «Искусство» вышла книга А. А. Левицкого «Рассказы о кинематографе».
А. А. Левицкий скончался 4 июля 1965 года.

## Награды и премии
- Сталинская премия первой степени (1949) — за документальные съёмки, включённые в фильм «Владимир Ильич Ленин» (1948)[14]
- заслуженный деятель искусств РСФСР (1946)[4]
- орден Трудового Красного Знамени (6 марта 1950)[15]

## Фильмы
- 1911 — Осени себя крестным знамением, православный русский народ
- 1912 — 1812 год (совместно с Александром Рылло и Луи Форестье)
- 1912 — Лишённый солнца
- 1912 — Уход великого старца (совместно с Ж. Мейером)
- 1912 — Пасынки судьбы / Жертвы столицы (совместно с Ж. Мейер)
- 1912 — Страшный покойник (совместно с Ж. Мейером)
- 1912 — Рахиль / Красавица-натурщица (совместно с Ж. Мейером)
- 1912 — Тайна дома № 5 (совместно с Ж. Мейером)
- 1914 — Ключи счастья (совместно с Ж. Мейером)
- 1913 — Как хороши, как свежи были розы…
- 1913 — Клеймо прошедших наслаждений / Врачебная тайна (совместно с Ж. Мейером)
- 1913 — Купленный муж
- 1913 — О чём рыдала скрипка / Умалишённый (совместно с Ж. Мейером)
- 1913 — Один насладился, другой расплатился
- 1913 — Разбитая ваза
- 1914 — Анна Каренина
- 1914 — Арена мести
- 1914 — Блюститель нравственности
- 1914 — В огне славянской бури / Ужасы войны
- 1914 — Двойник Макса Линдера
- 1914 — Дворянское гнездо
- 1914 — Дни нашей жизни
- 1914 — Драма у телефона
- 1914 — Женщина захочет — чёрта обморочит
- 1914 — Крейцерова соната
- 1914 — Маска смерти
- 1914 — Обезьянка выручила
- 1914 — Произведение искусства
- 1914 — Танец Вампира
- 1914 — Ужасы Калиша / Немцы в Калише
- 1914 — Энвер-паша — предатель Турции
- 1915 — Аня
- 1915 — Белая колоннада
- 1915 — Вернулось счастье
- 1915 — Война и мир
- 1915 — Девушка с мышкой
- 1915 — Депутат
- 1915 — Дуракам счастье
- 1915 — Екатерина Ивановна / Жена-вакханка
- 1915 — Елена Павловна и Серёжа / Сила любви
- 1915 — Зуб мудрости
- 1915 — И жизнь разбита… и тяжкий звон цепей / Солнце всходит и заходит
- 1915 — Как смерть прекрасна / Сладострастие / Женщина у перекрёстка
- 1915 — Король-герой / Бельгия в дни тяжёлых испытаний / На развалинах Бельгии
- 1915 — Новобрачные поневоле / Бабушка
- 1915 — Одесские катакомбы / Подземный город
- 1915 — Отцы и дети
- 1915 — Первая любовь
- 1915 — Петербургские трущобы
- 1915 — Портрет Дориана Грея
- 1915 — Продавец рабынь
- 1915 — Сильнее смерти
- 1915 — Человек без квартиры
- 1916 — Бог правду видит, да не скоро скажет
- 1916 — Бывали дни веселые, гулял я молодец
- 1916 — Когда я на почте служил ямщиком
- 1916 — Лихо одноглазое
- 1916 — Печать проклятий / Клеймо проклятий
- 1916 — Под вечер осени ненастной
- 1916 — Спите, орлы боевые / Отец и сын на поле брани / Подвиг прапорщика
- 1916 — Тяжёлый крест достался ей на долю
- 1916 — Улетело, как сон, моё счастье / Драма босяка
- 1916 — Умер, бедняга, в больнице военной / Солдатская жизнь
- 1917 — Арина — мать солдатская / Рабочая слободка
- 1917 — Будь проклят ты, разбивший мою жизнь!
- 1917 — Душа в маске
- 1917 — Жемчужный венец
- 1917 — Жуткая правда о ленском расстреле
- 1917 — Карьера капитана Воронова
- 1917 — Козы… козочки… козлы…
- 1917 — Невольники страстей и пороков / Шквал
- 1917 — По старой калужской дороге
- 1917 — Радотель — рыцарь лёгкой наживы / Рыцарь тёмной ночи
- 1917 — Свёкор-душегуб и красотка Настя
- 1917 — Так было, но так не будет / Канун свободы
- 1917 — Царские опричники / Из золоченых мундиров — в арестантские халаты
- 1917 — Царь Николай II — самодержец всероссийский
- 1918 — Вино любви
- 1918 — Жертва вечерняя
- 1918 — О попе Панкрате, тетке Домне и явленной иконе в Коломне
- 1919 — Железная пята
- 1923 — На крыльях ввысь
- 1924 — Необычайные приключения мистера Веста в стране большевиков
- 1925 — Луч смерти